# Des dollars plein la gueule
Pour plus de détails, voir Fiche technique et Distribution.
Des dollars plein la gueule, également connu sous le titre Plus fort, ma sœur ! (Più forte sorelle), est un western spaghetti comique italien sorti en 1973, réalisé par Renzo Girolami sous le pseudonyme de Renzo Spaziani, avec Mario Bianchi.

## Synopsis
Un chasseur de primes surnommé Amen se met en chasse d'une bande de hors-la-loi dirigés par un psychopathe, Catapulta (passionné de feux d'artifice), alors que ce dernier a dérobé leur bien à un groupe de trois religieuses (la plus vieille Sœur Geronzia, Sœur Eufrasia, et la jolie Sœur Angela). Ces dernières sont conduites par Timothy, et sa mule Federica. Amen sauve Jane, la sœur de sang d'un ancien complice de Catapulta. Amen et Jane sont pris par les hors-la-loi, mais sont libérés grâce à l’intervention de Sœur Angela. Avec l'aide de Timothy, ils organisent un grand feu d'artifice au cours duquel Amen réussit à réduire toute la bande et à capturer leur chef. Après avoir récupéré les primes correspondant à la bande, et remis la main sur la sacoche que les religieuses s'étaient fait dérober, Amen retrouve les trois Sœurs qui lui ont tendu une embuscade : il s'agit en fait de trois voleuses dont la tête est Sœur Angela, alias Clementina Jackson. Renversant la situation, Amen les tient en joue, mais renonce à les livrer à la justice et embrasse tendrement Clementina.

## Fiche technique
- Titre français : Des dollars plein la gueule[1] ou Plus fort, ma sœur ![2]
- Titre original italien : Più forte sorelle
- Genre : Comédie, Western spaghetti
- Réalisation : Renzo Girolami (sous le pseudo de Renzo Spaziani) et Mario Bianchi
- Scénario : Franco Vietri
- Musique : Nando De Luca
- Production : Silvio Battistini (sous le pseudo de John Wyler) pour New Films
- Photographie : Mario Parapetti
- Format d'image : 2.35:1
- Montage : Giancarlo Venarucci Cadueri
- Durée : 80 min
- Effets spéciaux : Paolo Ricci
- Décors : Adolfo Tribuzi
- Maquillage : Sergio Petruzzelli
- Pays :  Italie
- Année de sortie : 1973
- Langue originale : italien
- Distribution en Italie : Indipendenti Regionali

## Distribution
- Lincoln Tate : Amen
- Gabriella Farinon (it) : Sœur Angela, alias Clementina Jackson
- Jean Claude Jabes : Catapult
- Gill Roland : Jeff, complice de Catapult
- Gigi Bonos (it) : Timothy
- Clara Colosimo : Sœur Geronzia
- Franca Maresa (it) : Sœur Eufrasia
- Suzy Monen : Jane
- Francesco D'Adda : shérif bègue
- Carlo Monni : Strappaganasce
- Lorenzo Piani : adjoint au shérif
- Serafino Profumo : un pistolero
- Sandro Scarchilli : Mammola